# Osiedle Dywizjonu 303
Osiedle Dywizjonu 303 – osiedle Krakowa wchodzące w skład Dzielnicy XIV Czyżyny, niestanowiące jednostki pomocniczej niższego rzędu w ramach dzielnicy.
Osiedle Dywizjonu 303 liczy ok. 8,5 tys. mieszkańców. Jest to typowe wielorodzinne, wielkopłytowe osiedle z wysoką 11-kondygnacyjną zabudową punktową i podłużną oraz 5-kondygnacyjną zabudową podłużną.

## Położenie
Osiedle znajduje się w strefie słabo zabudowanej w połowie między Nową Hutą, a przedwojennymi granicami Krakowa (Olsza II, Rakowice). Jest to obecnie jedna z najbardziej atrakcyjnych lokalizacji ze względu na dostępność wielu usług różnego typu.
Za granice osiedla można przyjąć od północy al. gen. W. Andersa, od południa pas startowy z czasów II wojny światowej, od zachodu ul. I. Stella-Sawickiego, a od wschodu ul. M. Dąbrowskiej. Od północnego wschodu graniczy z osiedlem Kościuszkowskim, a poprzez pas startowy sąsiaduje z osiedlem 2 Pułku Lotniczego.

## Historia
Osiedle było budowane na przełomie lat 70. i 80. Wtedy powstała znaczna większość bloków mieszkalnych i budynków użyteczności publicznej. Podczas budowy nosiło roboczą nazwę Lotnisko Północ. Decyzją Rady Narodowej m. Krakowa z 23 września 1980 opublikowanej w Dzienniku Urzędowym Rady Narodowej m. Krakowa nr 16 z 30 października 1980 poz. 69 zmieniono mu nazwę na Osiedle Dywizjonu 303.
W 1983 roku w nowo wybudowanym gmachu powstała (lub została reaktywowana) Szkoła Podstawowa nr 52 im. Marii Dąbrowskiej, będąc przez wiele lat jedną z największych szkół w Krakowie. Rok później rozpoczęła się trwająca blisko 11 lat budowa Kościoła. św. Brata Alberta. W 1990 roku została rozbudowana ul. Stella Sawickiego bezpośrednio ułatwiając połączenie z al. gen. Andersa i ul. Wiślicką. W drugiej połowie lat 90. rozpoczęto się na wielką skalę ocieplanie i malowanie bloków mieszkalnych. Od końca lat 90. głównie na obrzeżach osiedla powstało kilka nowych bloków mieszkalnych i rozbudowa osiedla trwa nadal. Nazwa upamiętnia Dywizjon 303 walczący w Wielkiej Brytanii.

## Komunikacja
Osiedle otoczone jest trzema arteriami: pełniącą rolę III obwodnicy miasta ulicą Izydora Stella-Sawickiego, aleją gen. Władysława Andersa i ulicą Marii Dąbrowskiej.

## Infrastruktura
- Kościół św. Brata Alberta zaprojektowany przez Witolda Cęckiewicza
- Rada Dzielnicy XIV
- Zakład Opieki Zdrowotnej Sanamed
- Spółdzielnia mieszkaniowa Czyżyny
- Urząd Pocztowy
- 2 przedszkola (nr 182, 185)
- 2 szkoły podstawowe - Społeczna Szkoła Podstawowa nr 3 STO oraz SP nr 52
- XXX Liceum Ogólnokształcące w Krakowie
- Warsztaty Terapii Zajęciowej, prowadzone przez Fundację im. Brata Alberta. [3]

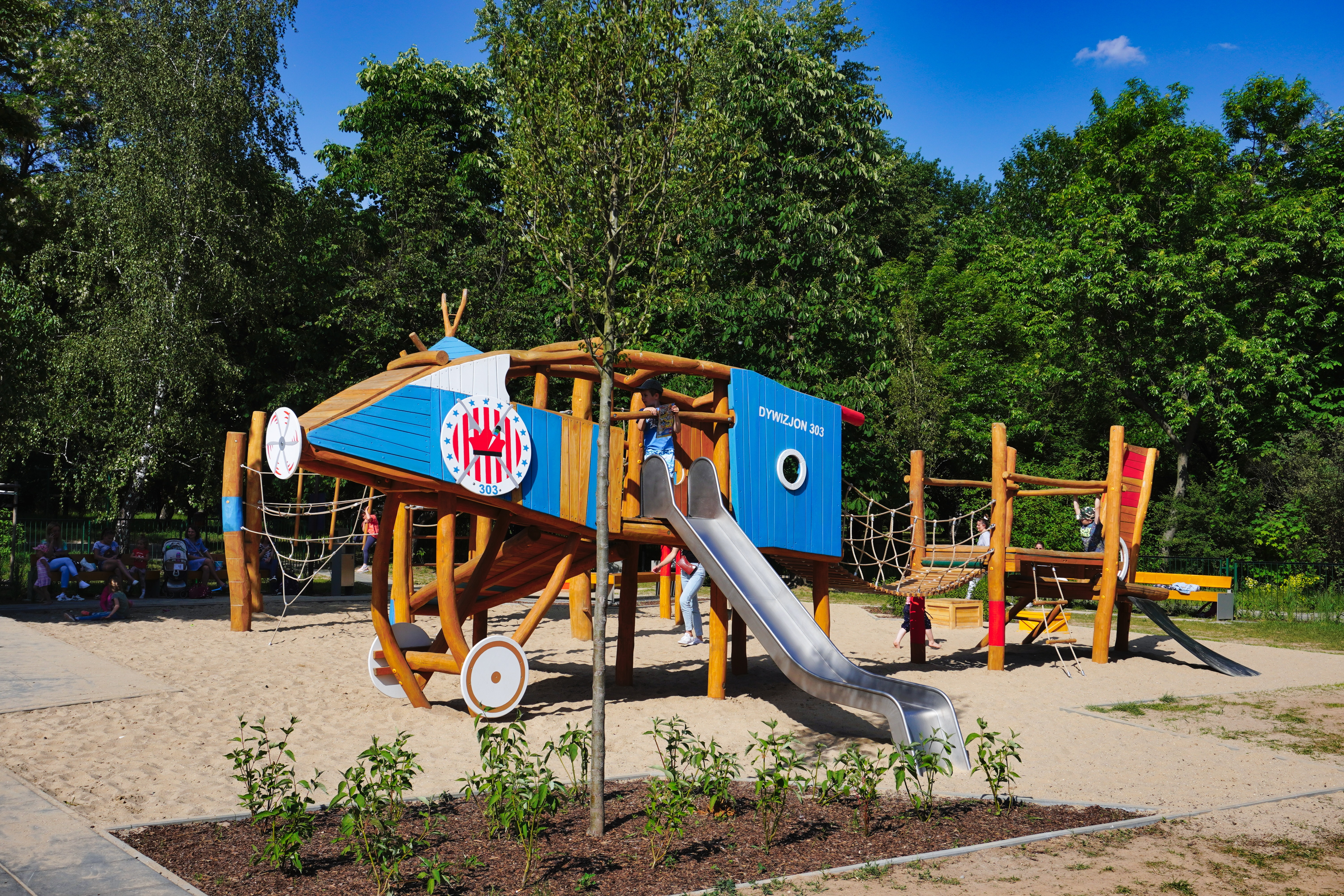
Plac zabaw na osiedlu, nawiązujący formą do lotniczych tradycji Czyżyn
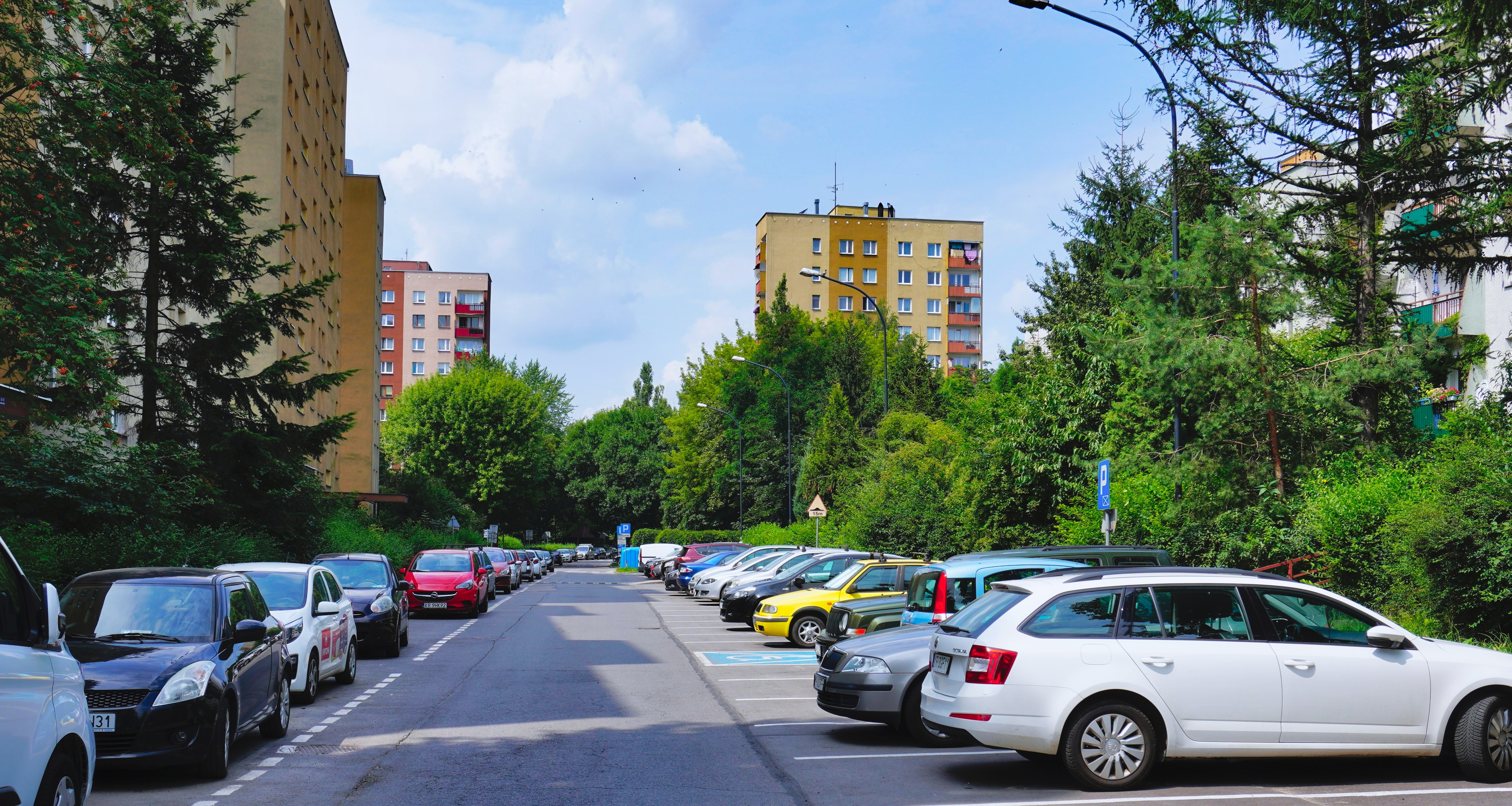
Wnętrze osiedla, bloki 5, 8 i 11, widok na zachód
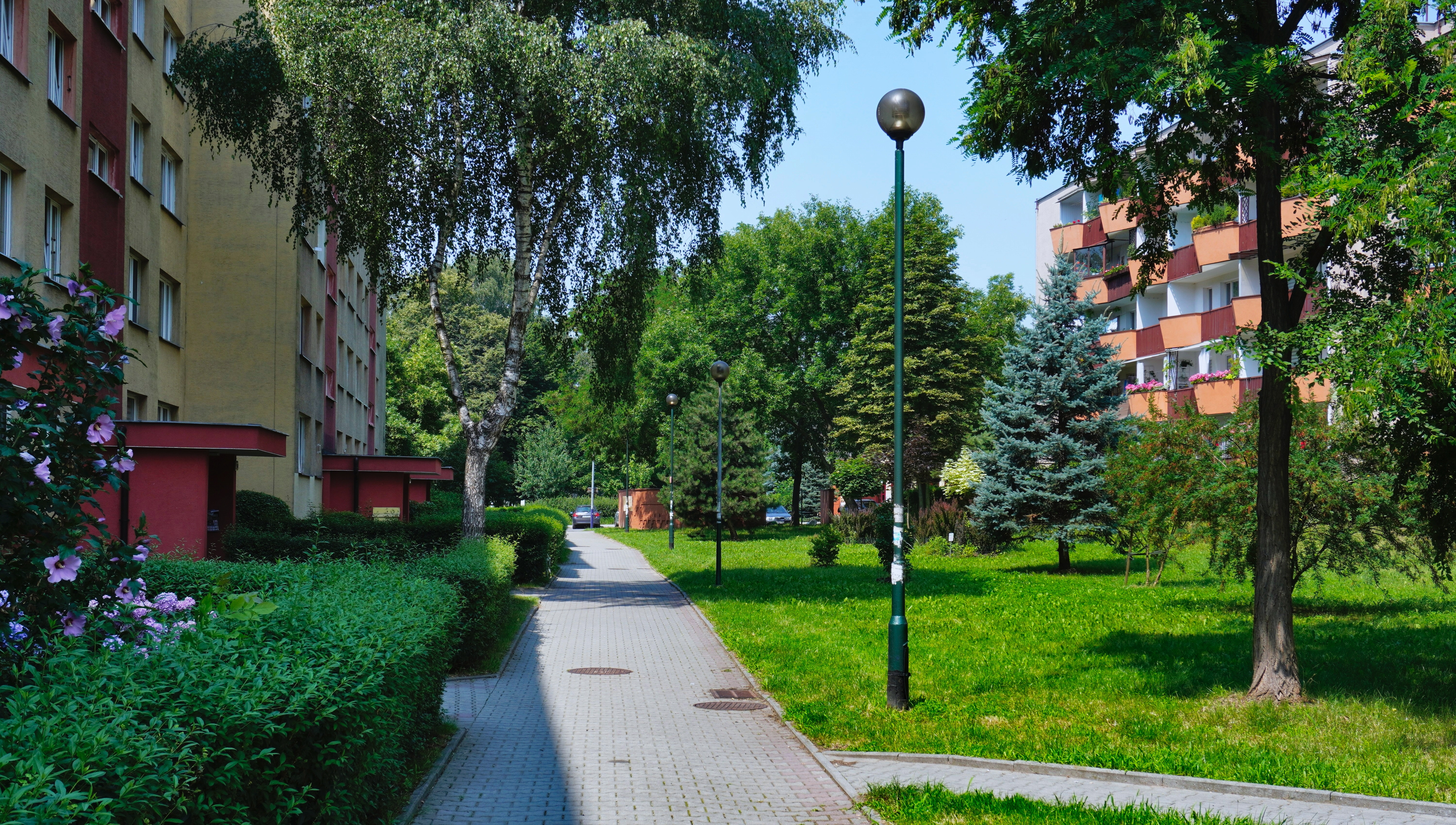
Wnętrze osiedla, bloki czteropiętrowe 45 i 48
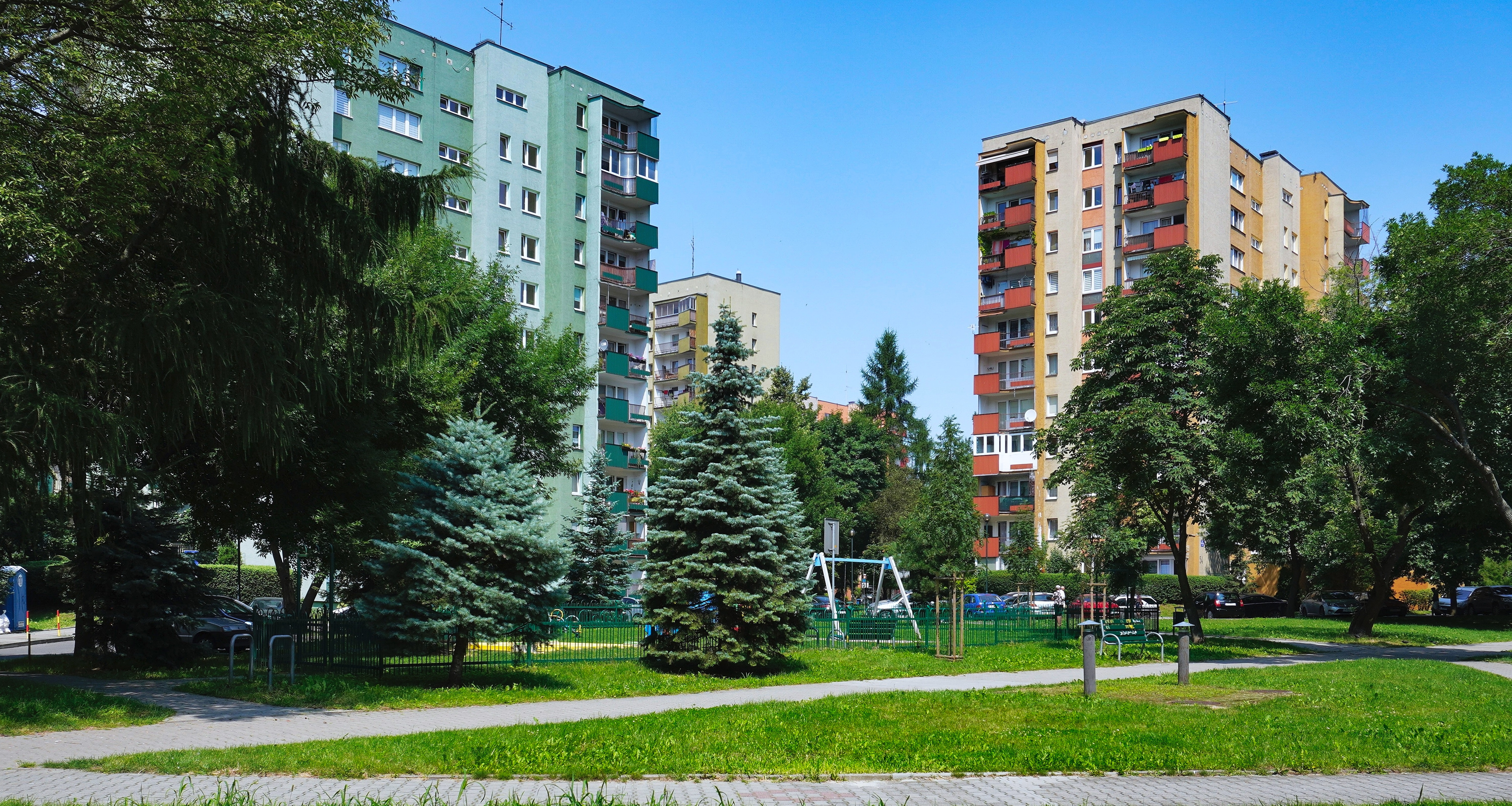
Wnętrze osiedla, bloki dziesięciopiętrowe 53 i 54
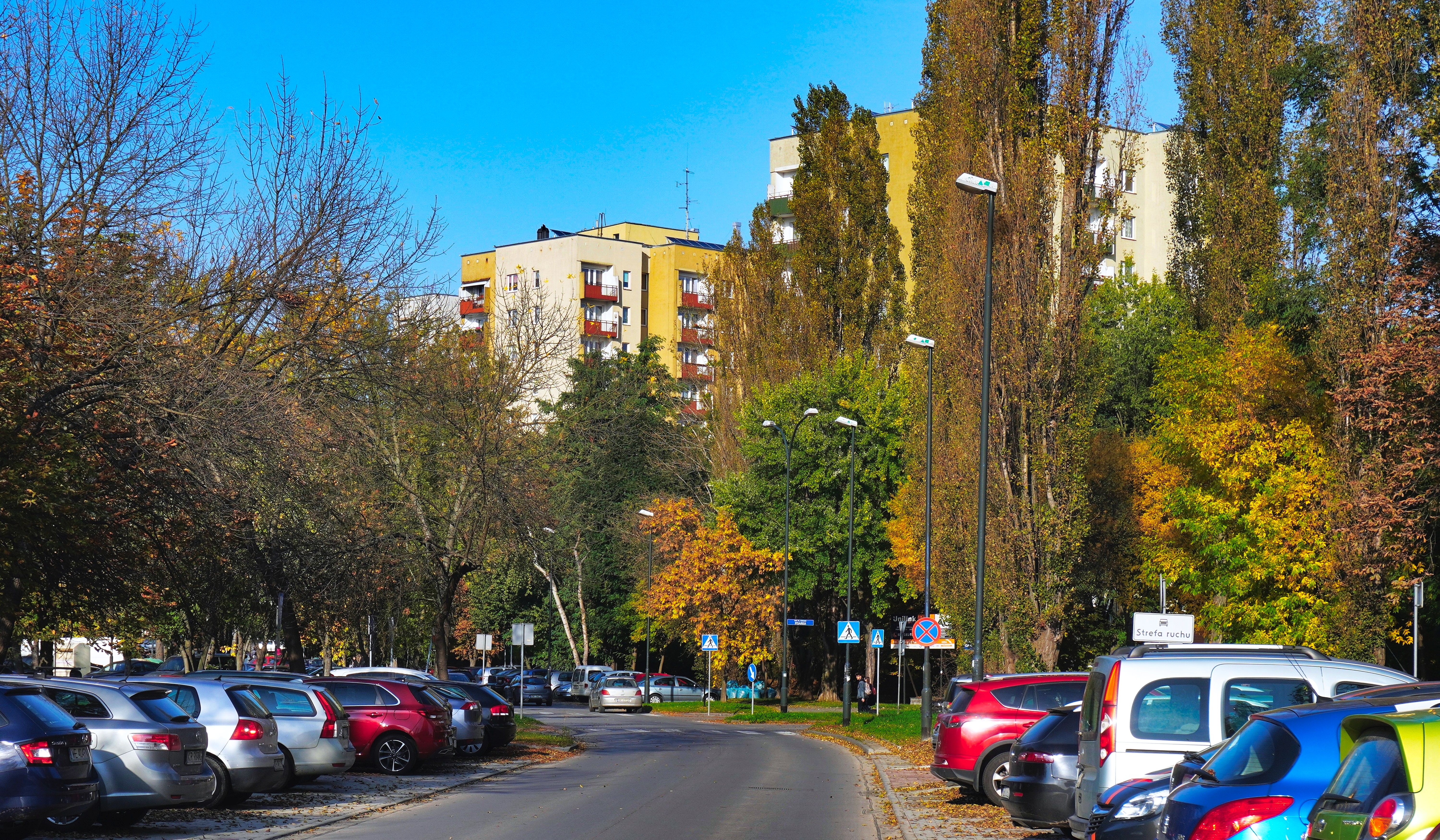
Ulica Włodarczyka, bloki 17 i 18
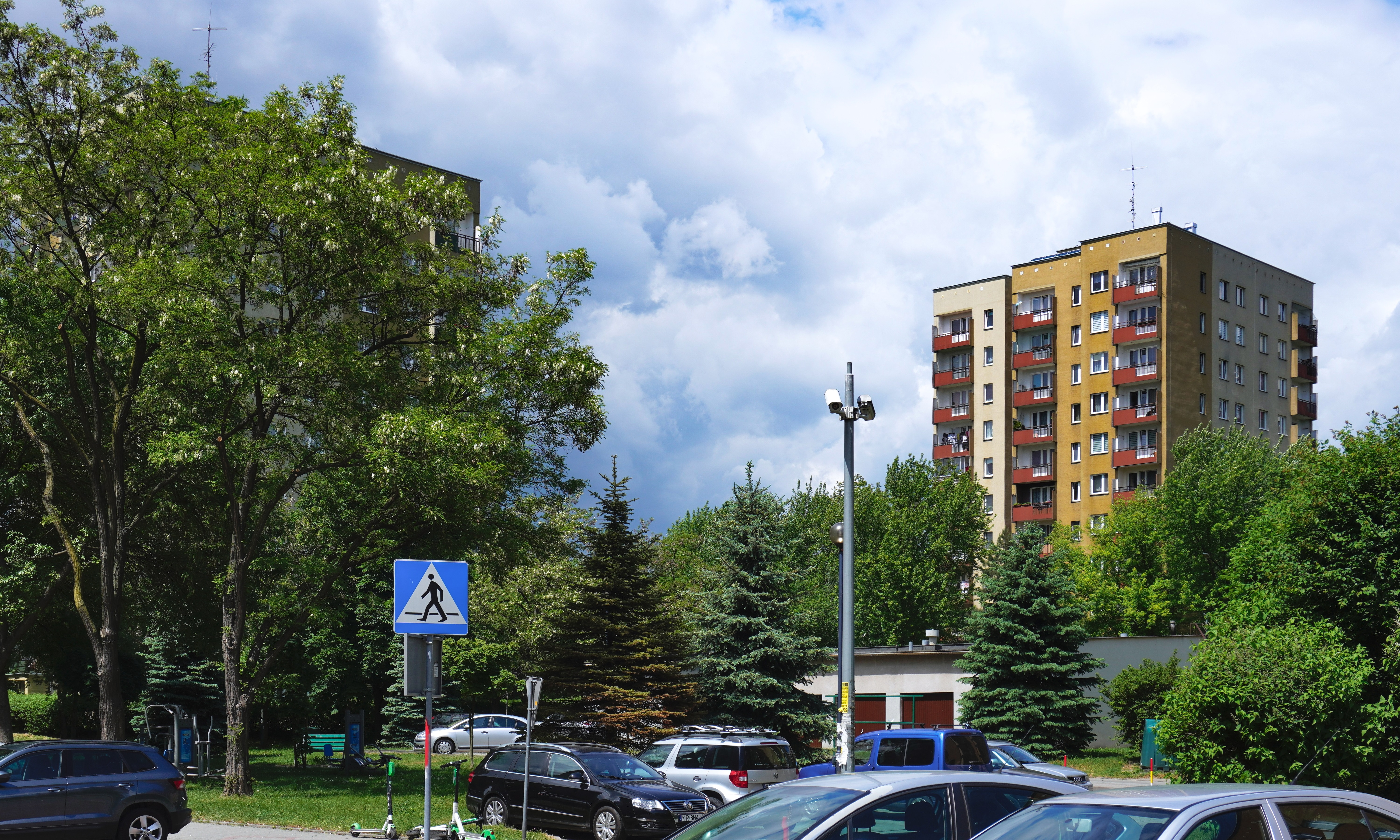
Wnętrze osiedla, bloki dziesięciopiętrowe 17 i 18
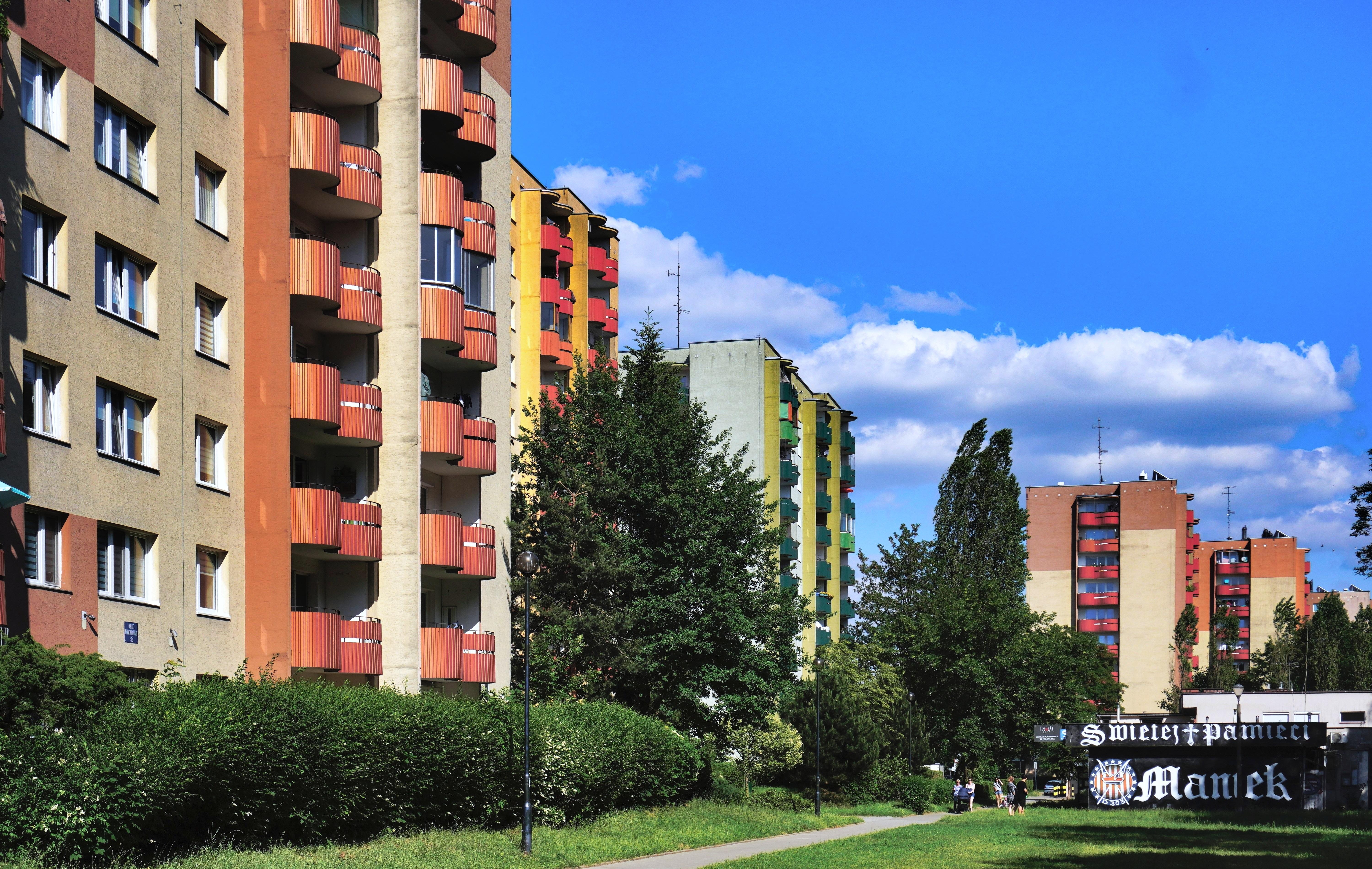
Wnętrze osiedla w północnej części, bloki dziesięciopiętrowe 27, 28, 30, 36, 37 i 39
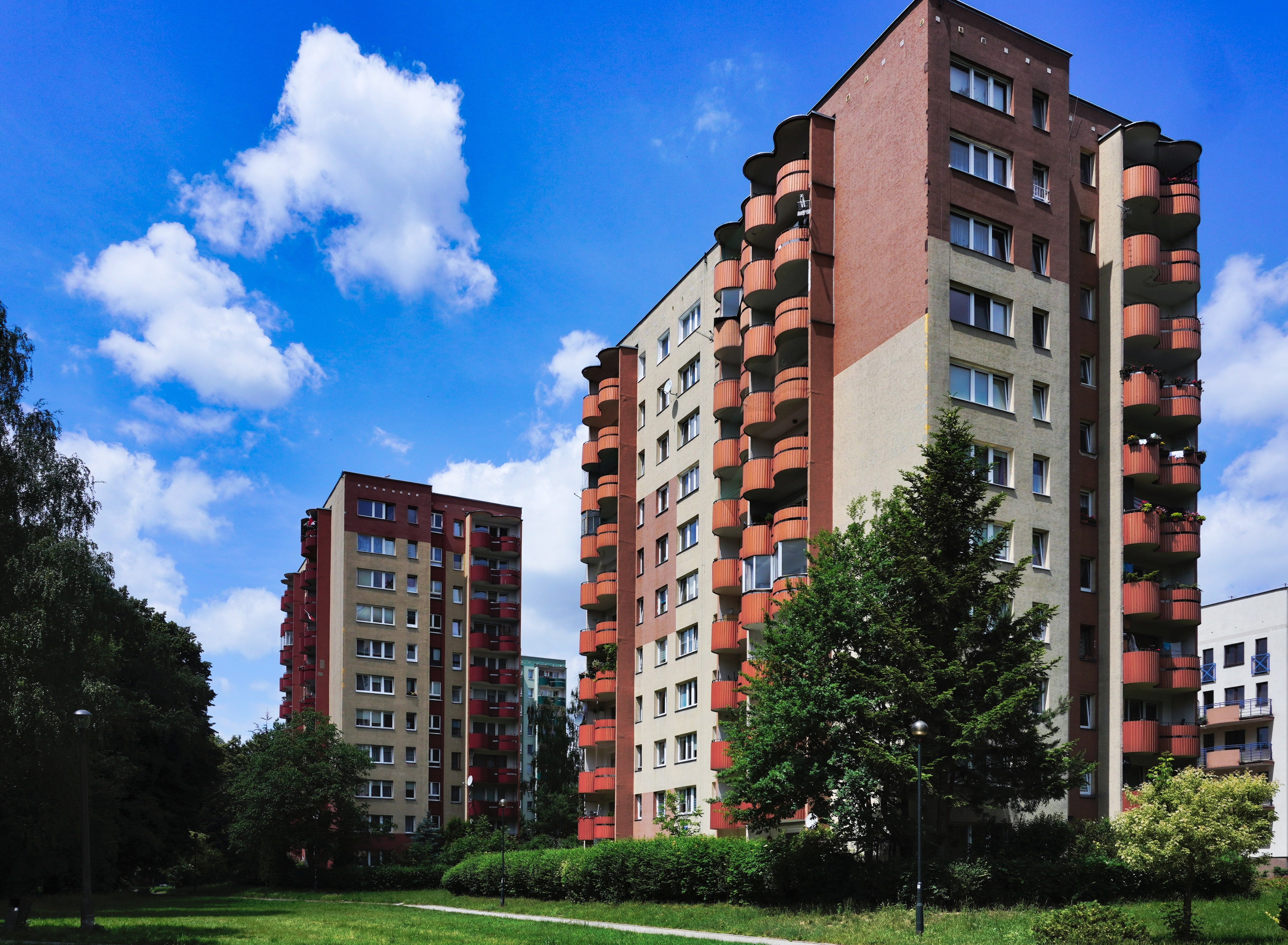
Wnętrze osiedla w północnej części, bloki dziesięciopiętrowe 26 i 27
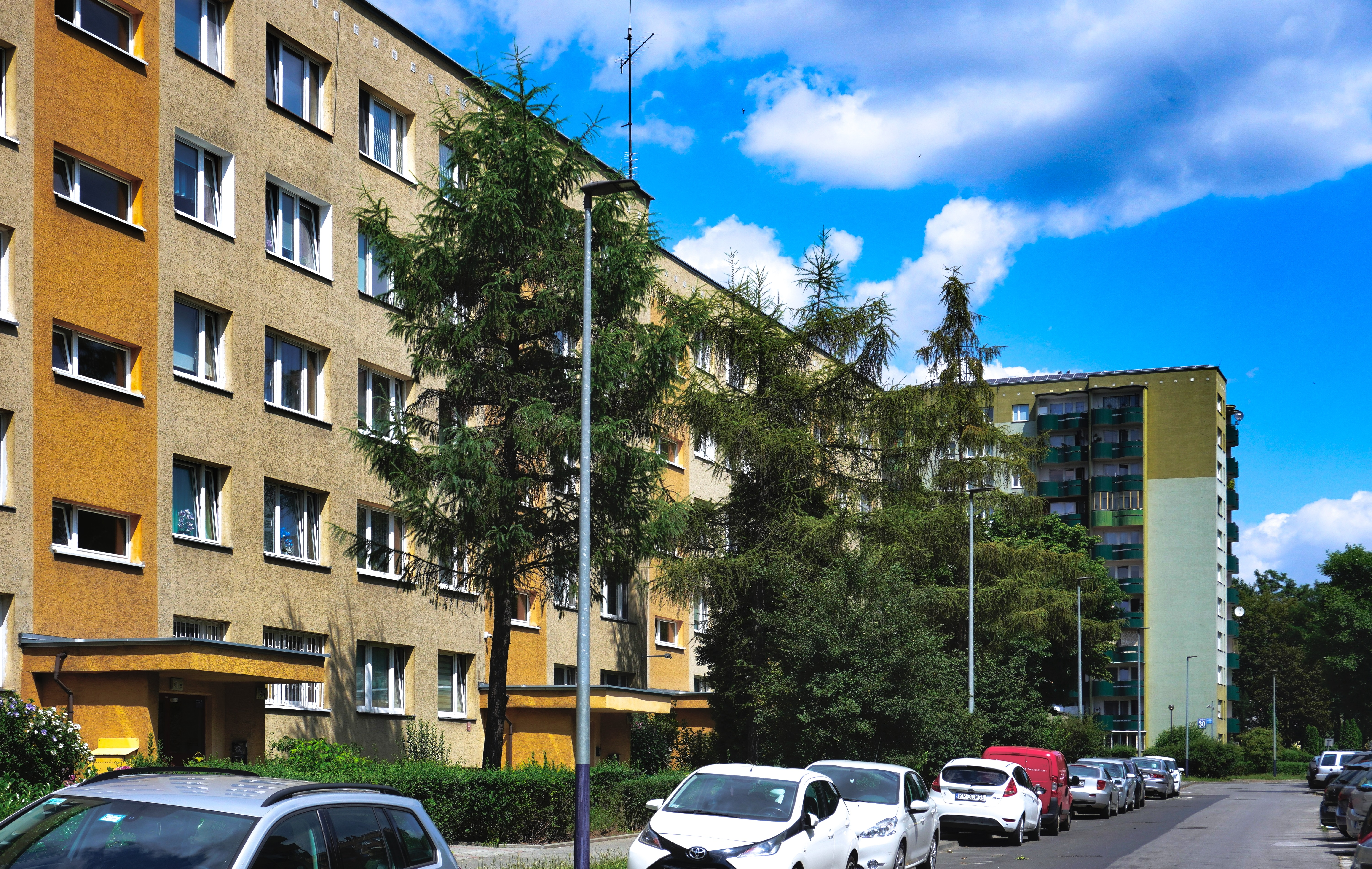
Ulica Jana Kremskiego, os. Dywizjonu 303 44 i 30
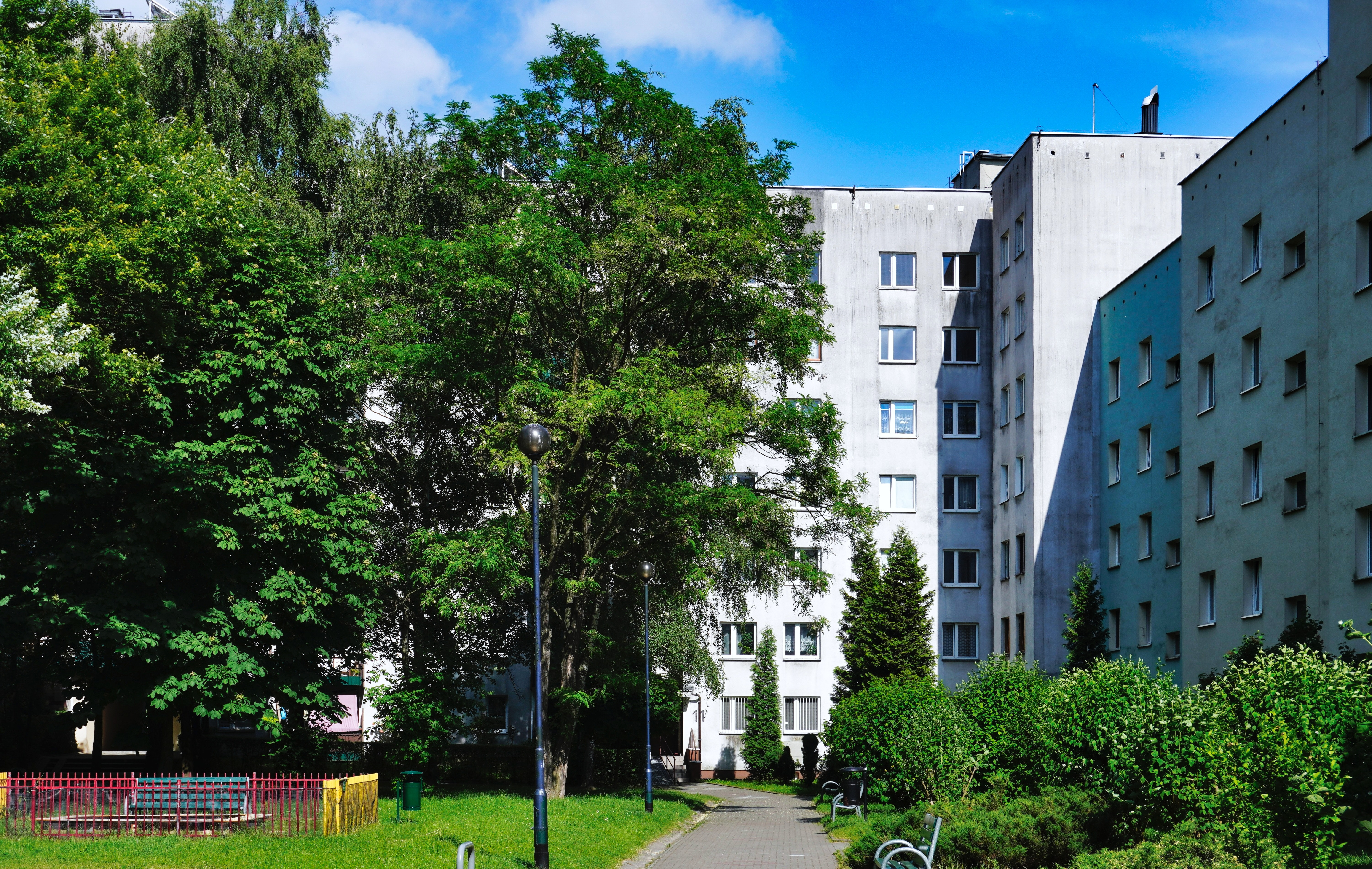
Wnętrze osiedla, os. Dywizjonu 303 11
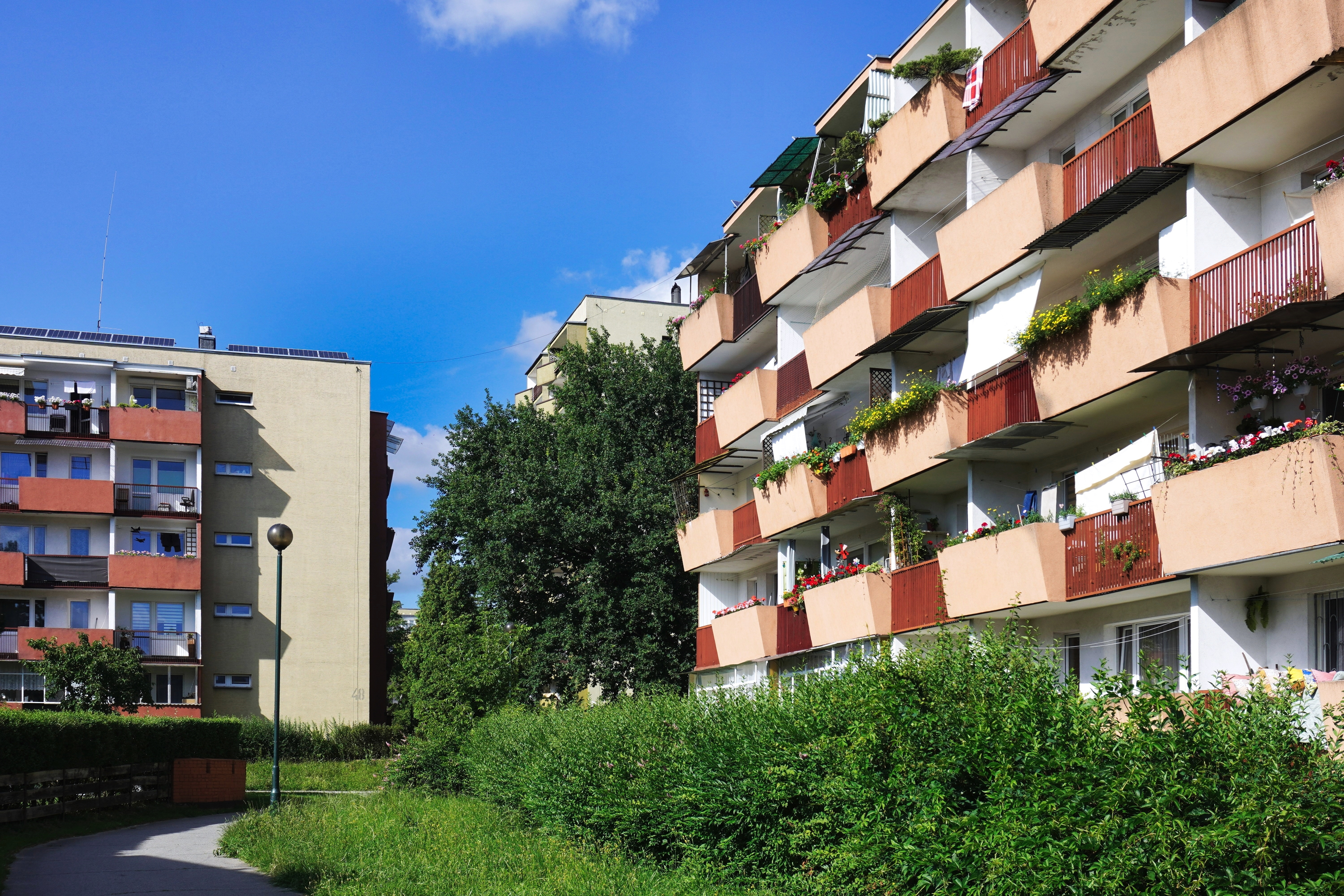
Wnętrze osiedla, os. Dywizjonu 303 48, 46 i 50
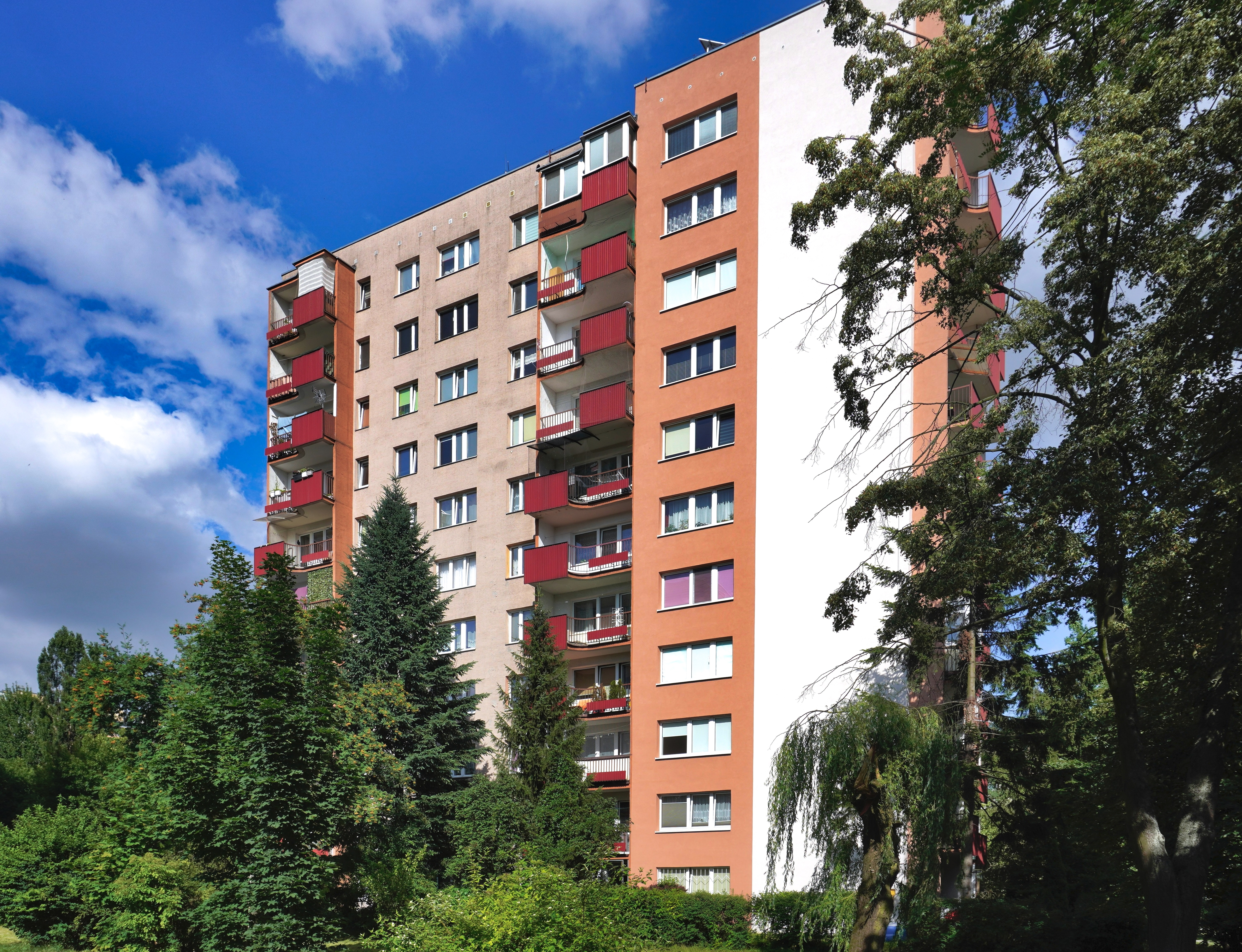
Wnętrze osiedla, os. Dywizjonu 303 41
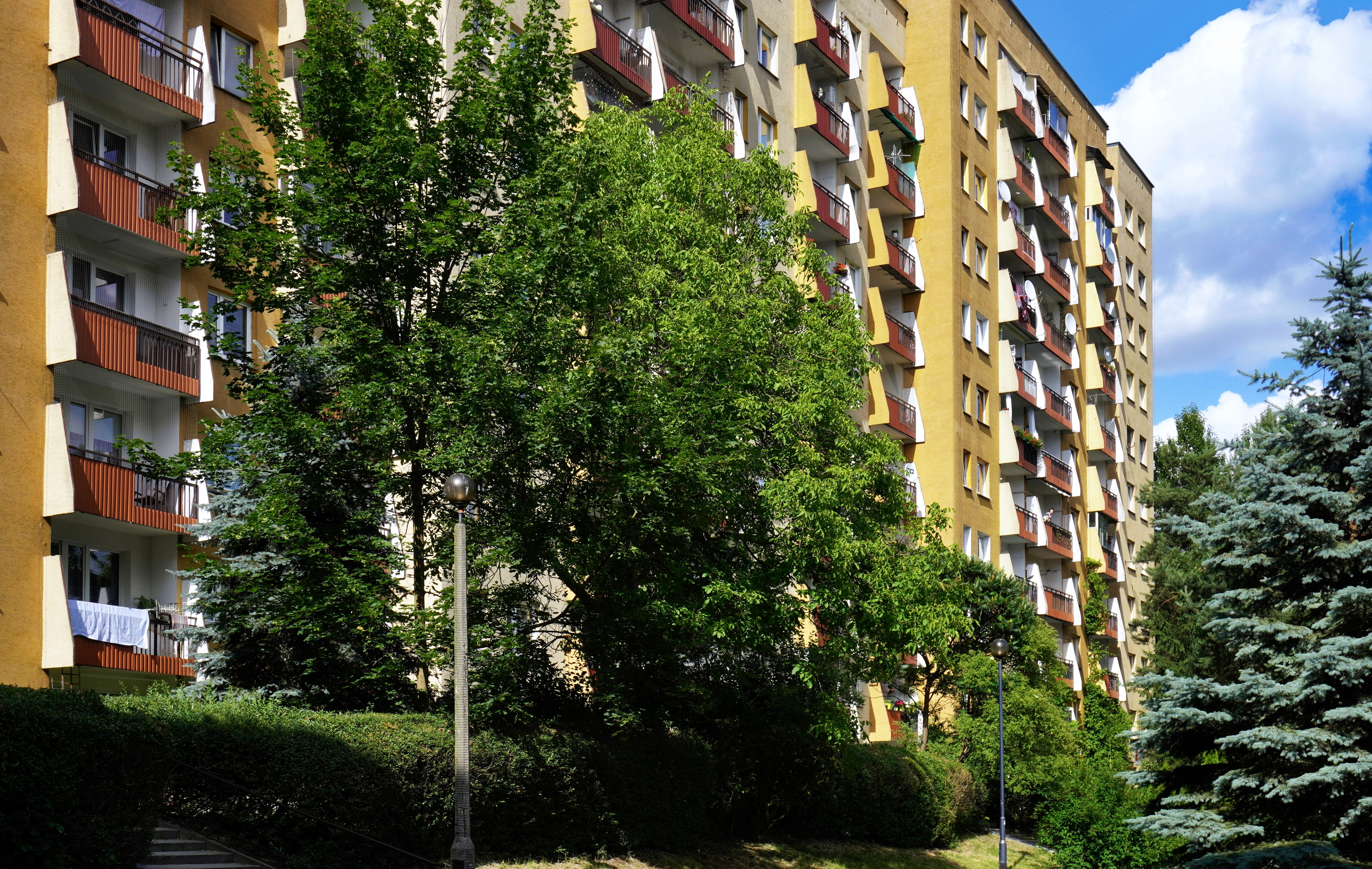
Wnętrze osiedla, os. Dywizjonu 303 14
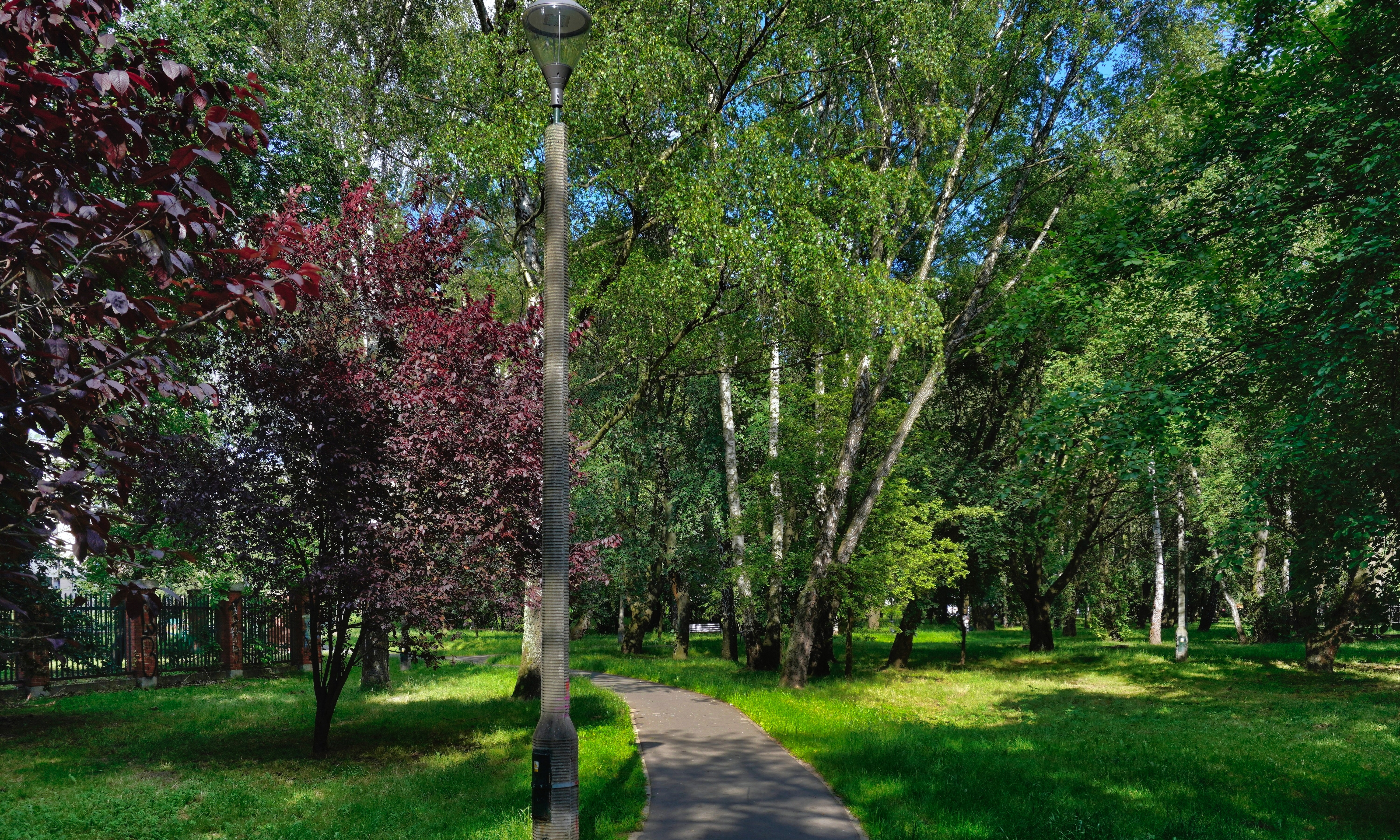
Park gen. pil. Stanisława Skalskiego
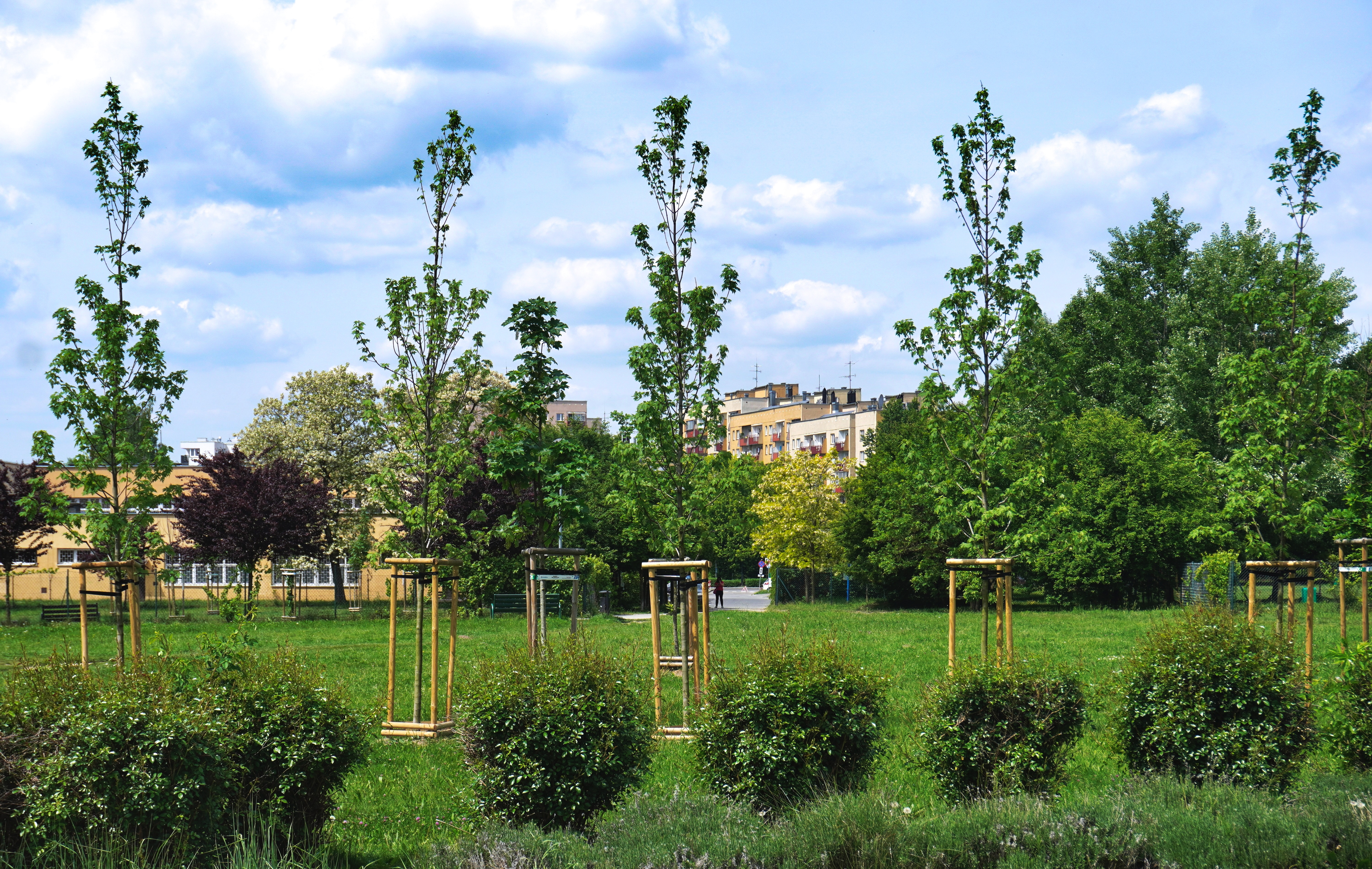
Ogród Społeczny Zielono Mi
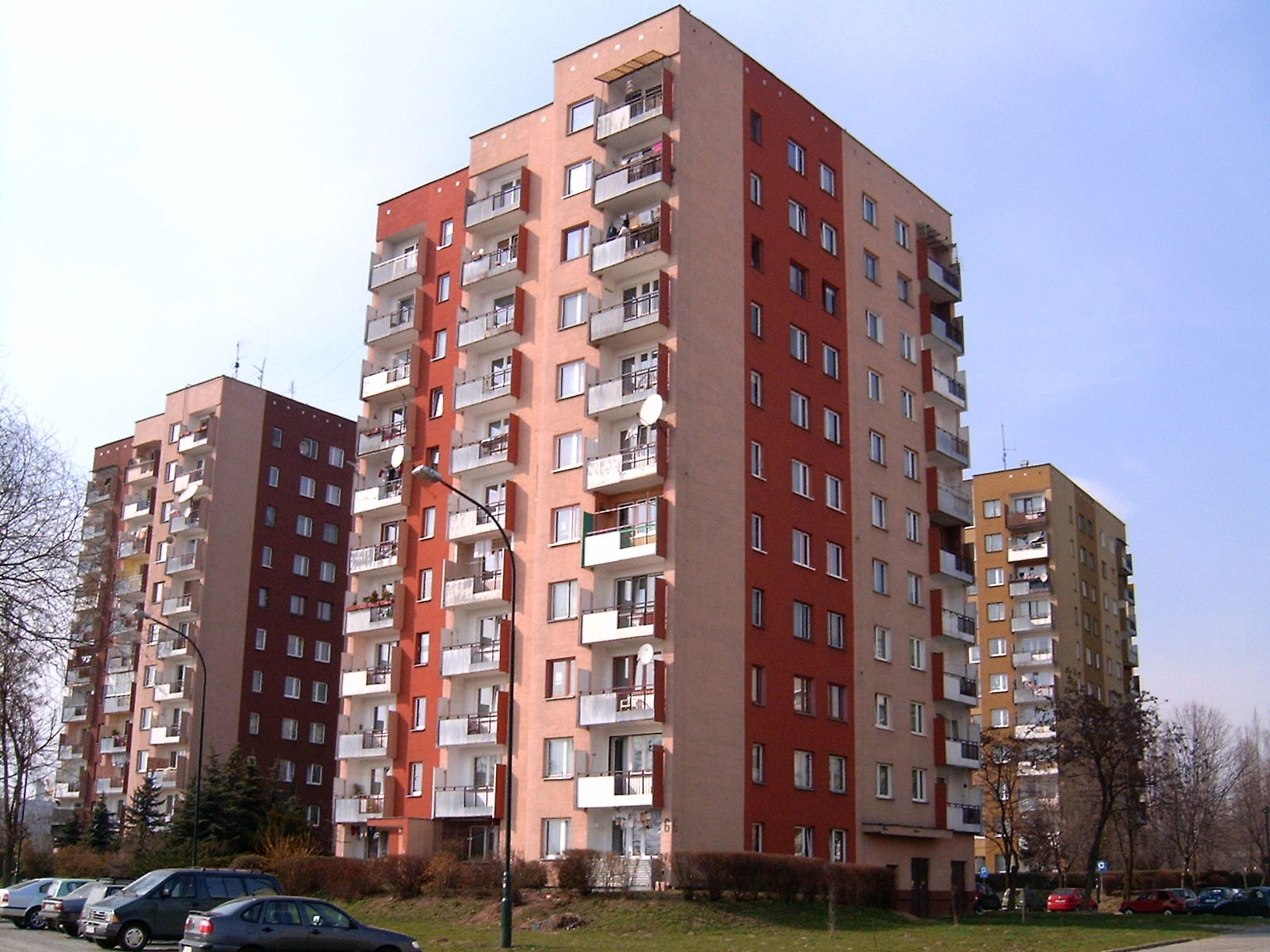
Bloki 6, 7 i 8 na osiedlu (2005)
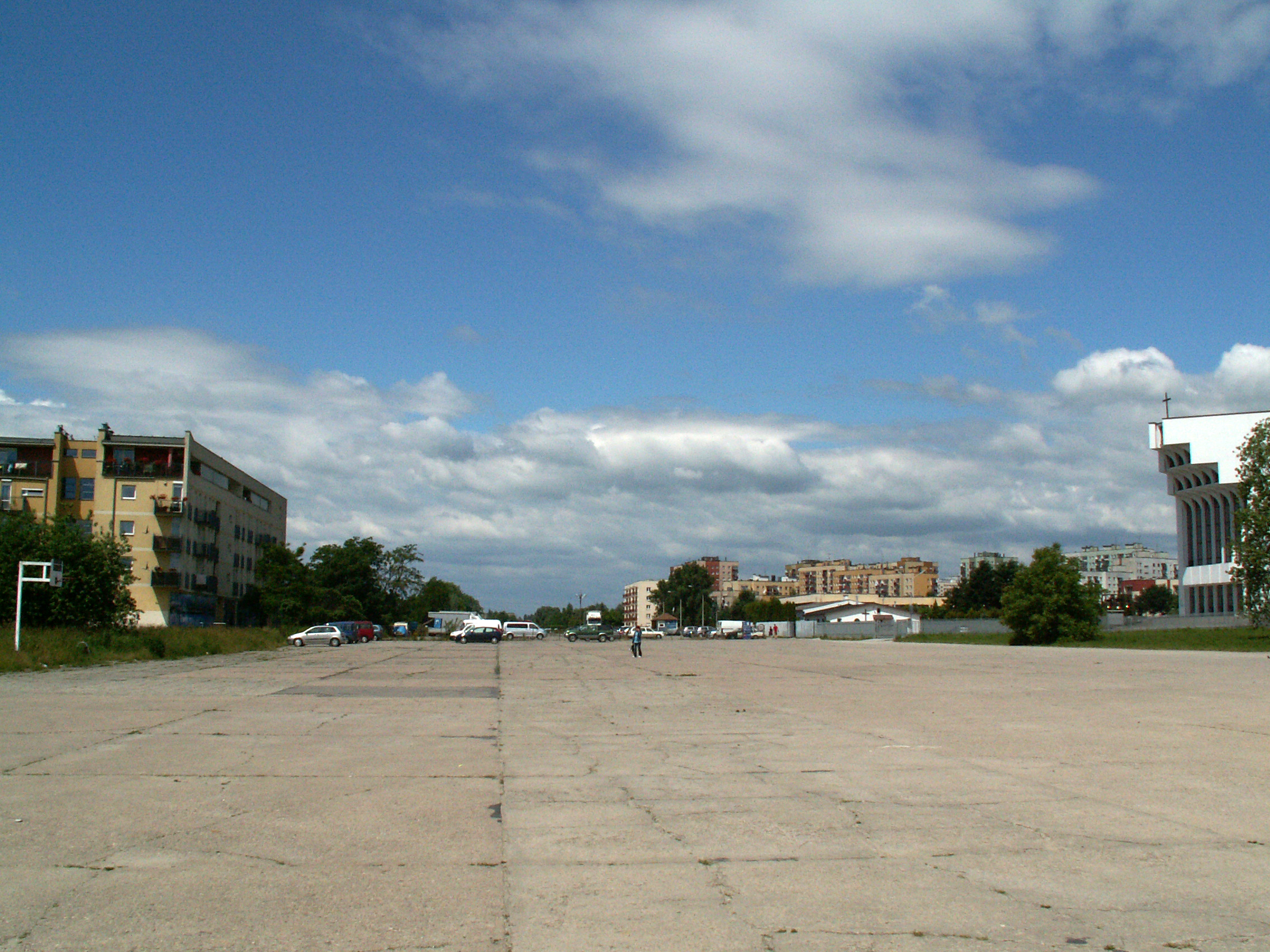
Pas startowy dawnego lotniska Kraków-Rakowice-Czyżyny, po prawej os. Dywizjonu 303, po lewej os. II Pułku Lotniczego
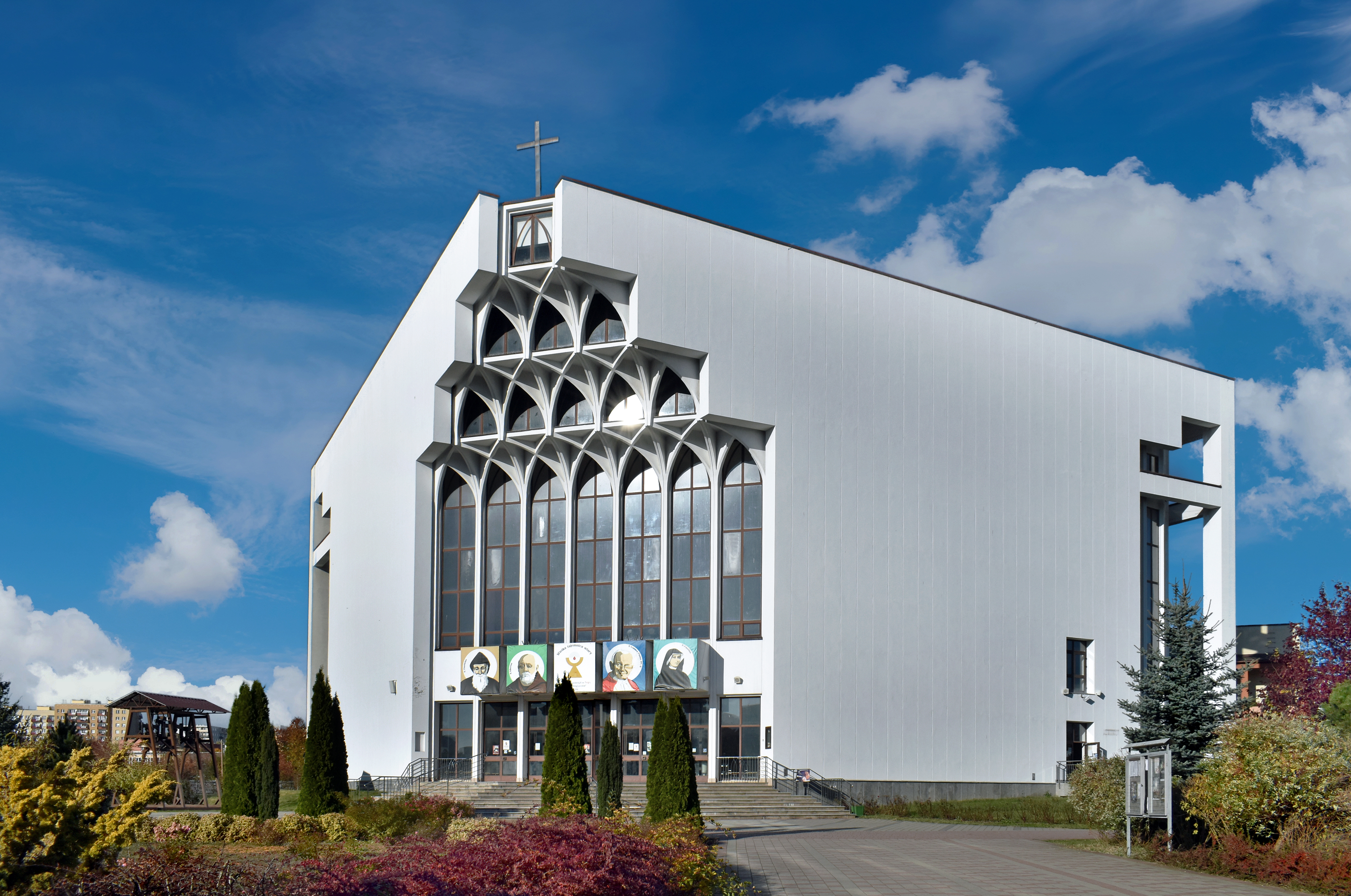
Kościół św. Brata Alberta na os. Dywizjonu 303
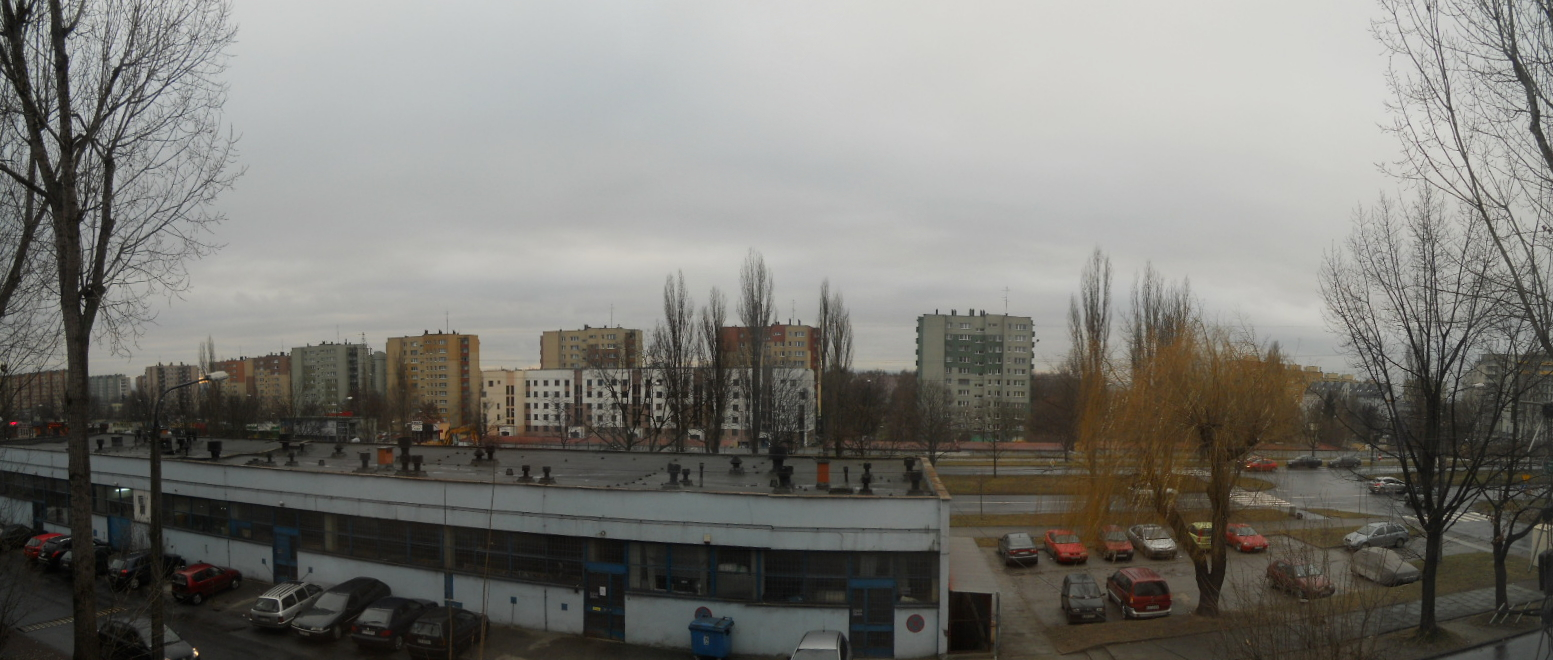
Panorama os. Dywizjonu 303 z północy (2011)
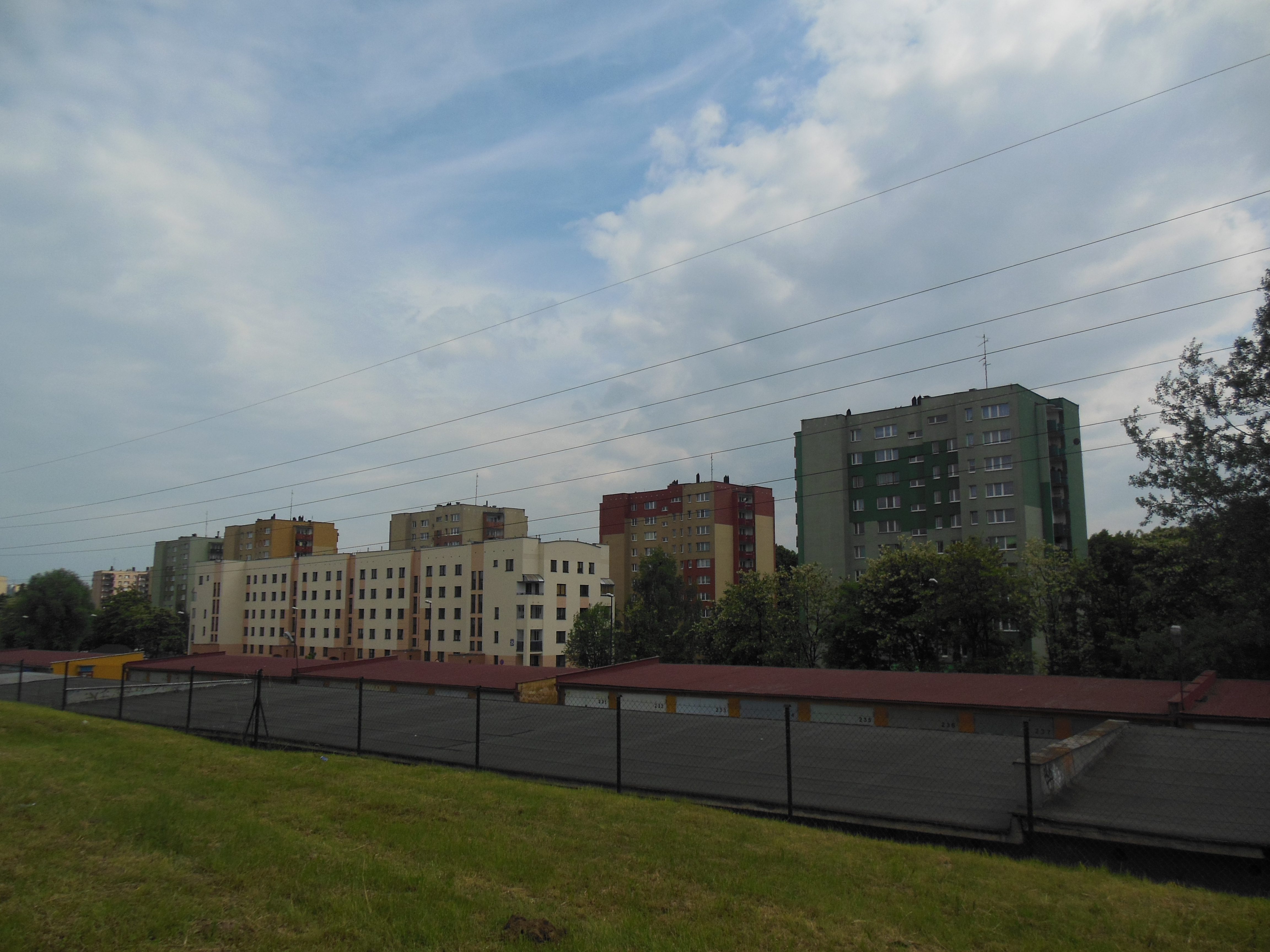
Bloki 23, 25, 26, 27, 28, 30 i 39, widok od północy (2013)

## Atrakcje
W promieniu kilometra znajdują się: kilka hipermarketów: Auchan (w Centrum Handlowym Krokus), Carrefour (w Centrum Handlowym Czyżyny), Auchan (w Centrum Handlowym M1), Multikino, jedyny w Krakowie i największy w południowej Polsce park wodny, dwa hotele, największy park krakowski – Park Lotników Polskich, Park Technologiczny oraz jedyne w Polsce Muzeum Lotnictwa Polskiego. Na terenie osiedla znajduje się m.in. Park gen. pil. Stanisława Skalskiego, źródło czystej wody głębinowej zdatnej do picia oraz wiele pagórków, a także korty tenisowe. W okolicy osiedla odbywa się także kilka imprez kulturalnych, m.in. Juwenalia organizowane przez Akademię Wychowania Fizycznego i Politechnikę Krakowską, Święto Czyżyn, Małopolski Piknik Lotniczy, oraz organizowany w sierpniu Coke Live Music Festival.